# Kisszegyesd
Kisszegyesd (Sighiștel), település Romániában, a Partiumban, Bihar megyében.

## Fekvése
A Bihar-hegység alatt, a Fekete-Körös egyik ága mellett, Vaskohsziklástól keletre, a 75-ös főútról Felsőmezősnél leágazó bekötőúton elérhető település.

## Története
Kisszegyesd, Szegyesd nevét 1600-ban említette először oklevél Segistel néven. 
1692-ben Segestel, 1808-ban Segyestyel, Szegyestyel, 1851-ben és 1888-ban Segyestel, 1913-ban Kisszegyesd néven írták.
Segyestel földesura a nagyváradi 1. sz. püspökség volt még a 20. század elején is.  
A település határában van egy gyönyörű részletekben bővelkedő cseppkőbarlang. 
1851-ben Fényes Elek írta a településről:
Segyestel, Bihar vármegyében, a váradi deák püspök vaskohi uradalmában, 287 óhitü lakossal, anyatemplommal, 5 4/8 urbéri telekkel.
1910-ben 570 lakosából 6 magyar, 563 román volt. Ebből 566 görögkeleti ortodox volt.
A trianoni békeszerződés előtt Bihar vármegye Vaskohi járásához tartozott.

## Hivatkozások

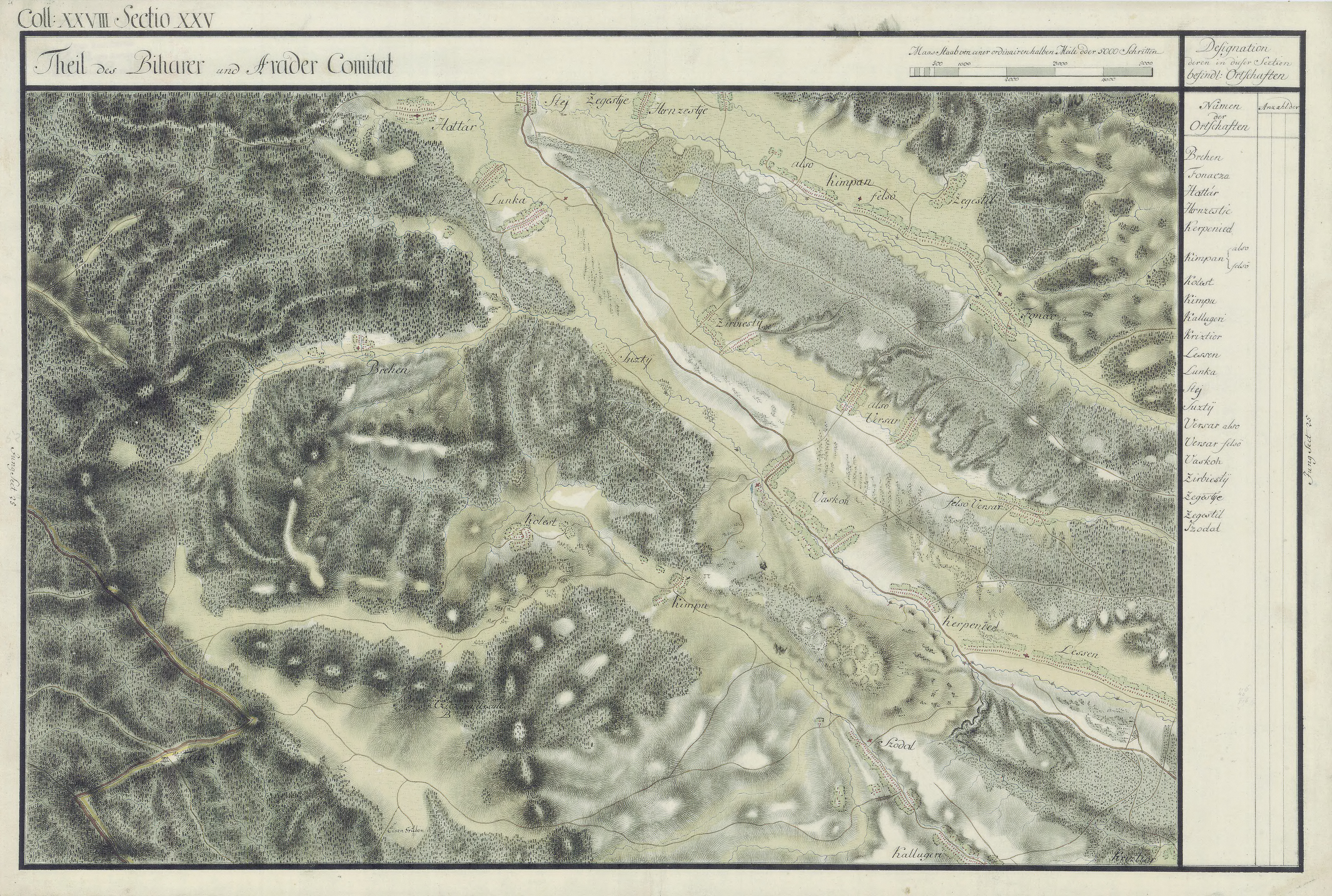
Kisszegyesd egy régi térképen

## Nevezetességek
- Cseppkőbarlang